# Rushmere, Ipswich
Rushmere var en civil parish fram till 1903 när den uppgick Ipswich, i distriktet Ipswich i grevskapet Suffolk, i England. Civil parish är belägen 2 km från Ipswich. Civil parish hade 601 invånare år 1901.